# 12 км (роз'їзд)
12 км (Дванадцятий кілометр) — роз'їзд Одеської дирекції Одеської залізниці, розташований на дільниці Чорноморська — Берегова між станцією Чорноморська (відстань — 11 км) і роз'їздом 18 км (7 км). Відстань до станції Берегова — 26 км.
Відкритий 2014 року.